# Chthonius aegatensis
Chthonius aegatensis är en spindeldjursart som beskrevs av Giuliano Callaini 1989. Chthonius aegatensis ingår i släktet Chthonius och familjen käkklokrypare. Inga underarter finns listade i Catalogue of Life.